# Maek jezik
Maek jezik (ISO 639: hmk) neklasificirani je, vrlo vjerojatno danas izumrli jezik s istoka Korejskog poluotoka. Znanje o njemu je oskudno jer se temelji na toponimima, a upitno je i samo njegovo postojanje.
Imenom Maek sebe su u kineskim izvorima nazivali i pripadnici naroda Koguryo (Goguryeo), od kojih su Maek po svoj prilici izgubili identitet.

## Vanjske poveznice
- The Maek Language